# Koceljeva

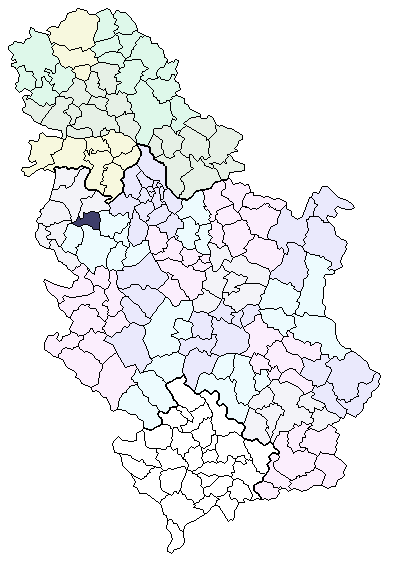
Poloha Koceljeva na mapě Srbska

Koceljeva (v srbské cyrilici Коцељева) je obec v centrálním Srbsku; v jeho severozápadní části. Je centrem samosprávné opštiny, spadá pod Mačvanský okruh. Žije zde 3588 obyvatel.
Obec se nachází na řece Tamvana, levého přítoku Kolubary. V centrální části obce se nachází pravoslavný kostel vybudovaný v letech 1868-1870, rekonstruovaný v letech 1970 a 1996. Obyvatelstvo zaměstnávaly v 90. letech různé podniky, které se věnovaly např. ovocnářství, či osobní dopravě, nebo obuvnictví.
Pod obec spadají následující sídla:
- Batalage
- Brdarica
- Bresnica
- Galović
- Goločelo
- Gradojević
- Donje Crniljevo
- Draginje
- Družetić
- Zukve
- Kamenica
- Koceljeva
- Ljutice
- Mali Bošnjak
- Svileuva
- Subotica
- Ćukovine